# The Trufflers
The Trufflers è un film muto del 1917 diretto da Fred E. Wright e prodotto dalla Essanay di Chicago. La sceneggiatura, firmato dallo stesso regista, è l'adattamento cinematografico di un romanzo di Samuel Merwin pubblicato a puntate - dal dicembre 1915 al settembre 1916 - su Cosmopolitan Magazine.

## Trama
Incapace di sopportare l'ipocrisia che la circonda, Sue Wilde lascia la casa dove vive con il padre: è decisa a intraprendere la carriera di attrice, andando a vivere al Greenwich Village. Trova lavoro nel teatro di Jacob Zanin, un produttore che professa gli alti ideali dell'arte pura. Di Sue, si innamora disperatamente il commediografo Peter Ericson Mann che, geloso, si vendica per essere stato respinto tradendo un segreto di Sue, quello che suo padre aveva sottratto i fondi della chiesa. Il vecchio Wilde, incapace si sopportare la vergogna, si suicida. Sue si rende conto che l'ipocrisia regna anche tra i suoi nuovi amici bohemien: l'unico che si dimostra un uomo onesto è Henry Bates, un duro critico teatrale innamorato di lei.

## Produzione
Il film fu prodotto dalla Essanay Film Manufacturing Company.

## Distribuzione
Distribuito dalla K-E-S-E Service, il film  uscì nelle sale cinematografiche statunitensi il 9 aprile 1917.